# Manfred Monjé
Manfred Friedrich Johannes Monjé (* 9. September 1901 in Wesel; † 14. September 1981 in Kiel) war ein deutscher Sinnesphysiologe.

## Leben
Nach dem Abitur am Konrad-Duden-Gymnasium Wesel studierte Monjé von 1921 bis 1925 Evangelische Theologie, Philosophie und Humanmedizin an der Ernst-Moritz-Arndt-Universität Greifswald und der Rheinischen Friedrich-Wilhelms-Universität Bonn. 1922 wurde er Corpsstudent bei Guestphalia Bonn. In Bonn promovierte  er 1925 zum Dr. phil. und 1928 zum Dr. med. Seit 1928 Wissenschaftlicher Assistent am Physiologischen Institut der Universität Rostock, habilitierte er sich 1929 für Physiologie. 
Von 1933 bis 1938 war er Mitglied der SA. Zum 1. Mai 1937 trat er der NSDAP bei. 1936 ging er noch als Privatdozent an die Universität Leipzig, die ihn 1938 zum nichtplanmäßigen außerordentlichen Professor für Physiologie ernannte. 1942 wechselte er als Extraordinarius an die Reichsuniversität Posen, an der er 1944 Lehrstuhlinhaber wurde. Ab 1951 arbeitete er mit Hans-Felix Piper in der Augenklinik der Christian-Albrechts-Universität zu Kiel. 1955 wurde er auf den Kieler Lehrstuhl für Angewandte Physiologie und Sinnesphysiologie berufen. Guestfalia Greifswald verlieh ihm 1957 (in Bonn) das Band. 1966 wurde er emeritiert.